# Spalax
Spalax is een geslacht van zoogdieren uit de  familie van de Spalacidae. De wetenschappelijke naam van het geslacht werd in 1903 gepubliceerd door Johann Anton Güldenstädt.

## Soorten
Er worden 8 soorten in dit geslacht geplaatst:
- Spalax antiquus Méhely, 1909
- Spalax arenarius Reshetnik, 1939
- Spalax giganteus Nehring, 1897
- Spalax graecus Nehring, 1898 – Balkanblindmuis
- Spalax istricus Méhely, 1909
- Spalax microphthalmus Guldenstaedt, 1770 – Oostelijke blinde muis
- Spalax uralensis Tiflov & Usov, 1939
- Spalax zemni Erxleben, 1777